# دوغلاس إس. كوك
دوغلاس إس. كوك (بالإنجليزية: Douglas S. Cook)‏ هو كاتب سيناريو أمريكي، ولد في 1958 في سانتا مونيكا في الولايات المتحدة، وتوفي بنفس المكان في 19 يوليو 2015.

## وصلات خارجية
- دوغلاس إس. كوك على موقع IMDb (الإنجليزية)
- دوغلاس إس. كوك على موقع ألو سيني (الفرنسية)
- دوغلاس إس. كوك على موقع أول موفي (الإنجليزية)
- دوغلاس إس. كوك على موقع قاعدة بيانات الأفلام السويدية (السويدية)
- دوغلاس إس. كوك على موقع قاعدة بيانات الفيلم (الإنجليزية)
- دوغلاس إس. كوك على موقع كينوبويسك (الروسية)